# トミー・リッジリー
トミー・リッジリー（Tommy Ridgley, 1925年10月30日 - 1999年8月11日）は、米国ルイジアナ州ニューオーリンズのR&Bシンガー。

## 来歴
1949年にインペリアル・レコードよりシングル "Shrewsbury Blues" でデビューし、1950年代には自身のバンド、アンタッチャブルズを結成した。デッカ、アトランティック、ヘラルドなどのレーベルにレコーディングを残した。1952年にデッカよりリリースした "Tra-La-La" は、後にパット・ブーンにカバーされて広く知られるようになった。
1960年代には地元のレーベル、リックと契約し、何枚かのシングルが地元でヒットとなったが、全米ヒットを生むには到らなかった。この時代のレコーディングには、 "Double-Eyed Whammy" 、そしてヘラルドのシングルの再レコーディングとなった "I've Heard That Story Before" などがある。
1970年代から1980年代にかけてレコーディングの機会は減ってしまったが、地元のレーベルにて散発的にレコーディングを続け、ライヴ活動も続けた。ニューオーリンズ・ジャズ&ヘリテッジ・フェスティバルにも1972年以降、亡くなるまで毎年出演し続けた。
1990年代、リッジリーは3枚の新録アルバムを残している。1990年、アルバムとしてはデビュー作となる「How Long?」をサウンド・オブ・ニューオーリンズ・レーベルよりリリース。その2年後にはモダン・ブルース・レコーディングスより「She Turns Me On」をリリースした。1995年にブラックトップ・レコードよりリリースした「Since The Blues Began」は、ジョージ・ポーターJr.、レイモンド・ウェバーらのサポート、スヌークス・イーグリンのゲスト参加を得て、リッジリーのキャリアの中でも最も強力な作品のひとつとなったが、これが最後の作品となってしまった。晩年の数年は腎不全に悩まされ、1999年に肺ガンで亡くなった。
ニューオーリンズで活動するシンガー、サミー・リッジリーは弟である。

## ディスコグラフィー

### オリジナル・アルバム
- 1990年 How Long? (Sound of New Orleans)
- 1992年 She Turns Me On (Modern Blues Recordings)
- 1995年 Since The Blues Began (Black Top)

### 編集盤
- 1988年 The New Orleans King of the Stroll (Rounder)
- 1992年 The Herald Recordings (Collectables)
- 2006年 Tommy Ridgley 1949-1954 (Classics)
- Mardi Gras Jam / Tommy Ridgley & His Orchestra (Blue City)
- Through The Years (Sound of New Orleans)